# Jessica Jones
Jessica Campbell Jones Cage är en seriefigur från Marvel Comics skapad av Brian Michael Bendis och Michael Gaydos. Hon dök först upp i serietidningen Alias #1 i november 2001. En TV-serie av Netflix baserad på seriefiguren är släppt med Melissa Rosenberg som manusförfattare och producent.

## Biografi
När Jones och hennes familj hamnade i en bilolycka var hon den enda som överlevde. Bilen hade kolliderat med en konvoj som transporterade radioaktiva kemikalier. När hon vaknade upp, efter att ha tillbringat flera månader i koma, blev hon adopterad av familjen Walker. Jones upptäckte sedan att hon fått (i Marvelvärlden tämligen alldagliga) superkrafter i form av förhöjd styrka, stryktålighet och en mer eller mindre okontrollerbar flygförmåga.